# Monika Chef
Monika Chef (* 16. August 1958) ist eine deutsche Politikerin (FDP/DVP). Von 1994 bis 2018 war sie Bürgermeisterin von Gemmrigheim und von 2006 bis 2011 Mitglied des baden-württembergischen Landtags.

## Leben
Nach dem Abitur am Otto-Hahn-Gymnasium in Ludwigsburg machte sie eine Ausbildung zur Diplom-Verwaltungswirtin (FH) und arbeitete bei der Stadt Stuttgart und am Landratsamt Ludwigsburg. 1994 wurde sie überraschend zur Bürgermeisterin der Gemeinde Gemmrigheim gewählt. 2002 und 2010 wurde sie wiedergewählt. Aus dem Gemeinderat schlug ihr dabei häufiger starker Widerstand entgegen. Von einigen Vertretern wurde sie als „Fürstin“ betitelt. 2003 trat sie der FDP/DVP bei und wurde bei der Kommunalwahl vom 13. Juni 2004 in den Kreistag des Landkreises Ludwigsburg gewählt. Bei der Landtagswahl am 26. März 2006 trat sie im Wahlkreis 14 Bietigheim-Bissingen als Kandidatin der FDP/DVP an und wurde in den Landtag von Baden-Württemberg gewählt (Zweitmandat). Bei der Landtagswahl 2011 kandidierte sie erneut, wurde aber nicht wiedergewählt.
Monika Chef war in zweiter Ehe verheiratet und hat einen Sohn aus erster Ehe. Während ihrer ersten Ehe hieß sie Monika Tummescheit, nach der Scheidung zu Beginn des Jahres 2005 nahm sie wieder ihren Geburtsnamen an. Im Mai 2006 wurde ihr damaliger Lebensgefährte Michael Bauer zum Bürgermeister von Ingelfingen gewählt. Monika Chef kündigte an, ihm dorthin zu folgen und nach Ablauf ihrer Amtszeit im Jahr 2010 nicht erneut für das Bürgermeisteramt in Gemmrigheim zu kandidieren. Da sich Chef zufolge beide Bürgermeisterämter und das Familienleben gut vereinbaren ließen, kandidierte sie 2010 erneut für das Bürgermeisteramt in Gemmrigheim. Mit einem eher als enttäuschend aufgenommenen Ergebnis wurde sie im zweiten Wahlgang wiedergewählt. Am 18. Mai 2012 heirateten Chef und Bauer. 2018 kandidierte Chef nicht mehr als Bürgermeisterin. Diese Entscheidung hatte sie bereits 2010 gefasst, da sie auf einen weiteren harten Wahlkampf gegen erbitterte Gegner aus dem Gemeinderat verzichtete. Die Ehe mit Michael Bauer wurde 2022 geschieden. Seit August 2024 leitet sie die Hohenloher Außenstelle des Weißen Rings.